# سیارک ۲۶۹۳۷
سیارک ۲۶۹۳۷ (به انگلیسی: 26937 Makimiyamoto، نامگذاری: 1997FQ1) بیست و شش هزار و نهصد و سی و هفتمین سیارک کشف شده‌است که در ۳۱ مارس ۱۹۹۷ کشف شد.